# Пауки-скакуны

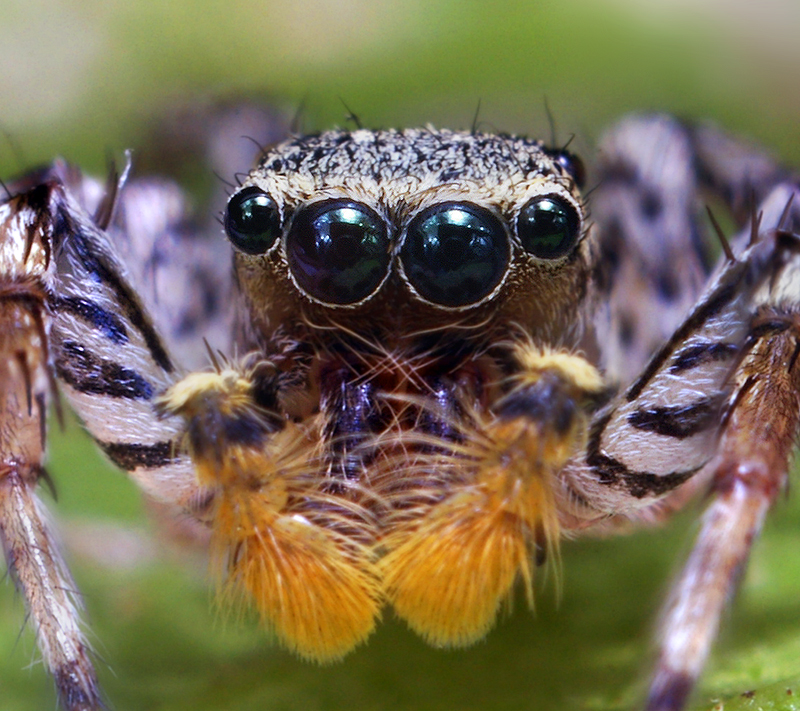
Самец Maevia inclemens, передняя часть головы с фронтальными 4 глазами

Пауки-скакунчики (устар. Пауки-скакуны) (лат. Salticidae) — семейство аранеоморфных пауков. Самое многочисленное семейство пауков, включает более 600 родов и 6 000 видов. У скакунчиков хорошо развиты зрение и мозг, что определяет особенности их биологии.

## Место обитания
Пауки-скакунчики живут в самых разнообразных местах. В тропических лесах встречается множество видов; также они встречаются в умеренной зоне лесов, полупустынях, пустынях, а также в горах. Вид Euophrys omnisuperstes был найден на вершине горы Эверест Ванлессем (англ. Wanless) в 1975 году. Некоторых представителей этого семейства, например, обыкновенного паука-скакунчика (Salticus scenicus), можно заметить на каменных и кирпичных стенах, где они греются на солнце.

## Внешность

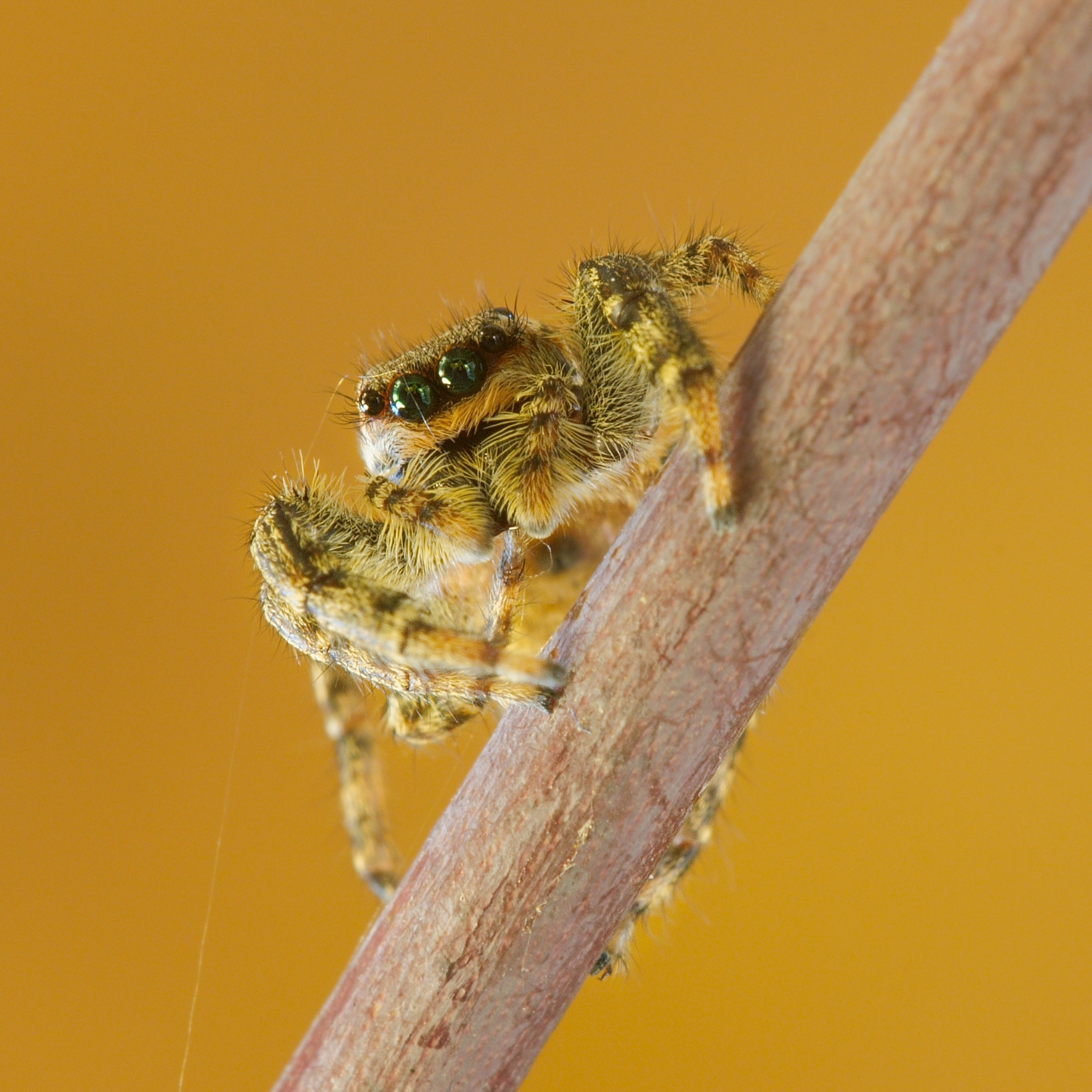
Паук-скакунчик Marpissa muscosa

Это небольшие пауки, длина тела большинства видов достигает нескольких миллиметров, максимальные размеры порядка 20 мм. У них замечательная дыхательная способность по сравнению с их размером, поскольку у них хорошо развиты легкие и трахеальная система (двойная дыхательная система).
Расположение глаз позволяет им иметь поле зрения почти 360°. Это пауки с лучшим зрением; они могут видеть добычу на расстоянии 30/40 см. Эта острота зрения также может служить защитой от опасностей: они сразу же замечают приближение человека и занимают оборонительную позицию. Все виды этого семейства имеют восемь глаз, расположенных в три ряда. Первый ряд представлен 4 крупными глазами, занимающими лицевую часть головы. Передние медиальные глаза очень крупные и подвижные; с помощью этих глаз пауки могут воспринимать не только форму предметов, но и различные цвета. Второй ряд образован 2 очень маленькими глазами в средней части головы. В третьем ряду — 2 более крупных глаза, расположенных по углам задней части головы, вблизи её границы с грудью. Такие глаза обеспечивают обзор почти в 360 градусов. А строение сетчатки позволяет измерять дистанцию до потенциальной жертвы[прояснить].
Они имеют самые разнообразные рисунки и цвета. Несколько видов пауков-скакунчиков имитируют муравьёв, жуков и ложноскорпионов.
Головогрудь в первой половине сильно приподнята, сзади — уплощённая, длина её превышает ширину. Края головогруди по бокам крутые; голова и грудь обычно разделяются неглубокой поперечной бороздкой.

## Поведение
Большинство видов скакунчиков ведёт дневной образ жизни. Ориентируются в первую очередь при помощи зрения. Для представителей семейства, наряду с перебежками и ходьбой, характерно передвижение при помощи прыжков. Скакунчики способны прыгать на относительно большие расстояния, намного превышающие размер их собственного тела. Это позволяет осваивать сложную трёхмерную среду, например травянистую. Перед прыжком паук иногда прикрепляет под собой страховочную нить; паутина выделяется в момент прыжка и позволяет вернуться на место при неудаче. Охотничье поведение может быть сложным, но в основу его также положен финальный прыжок, посредством которого настигается добыча. Охотятся без ловчей паутины.
Внутривидовая коммуникация скакунчиков основана на развитом зрении. Самцы большинства видов имеют яркую окраску всего тела или отдельных его участков, что используется для демонстрационного поведения. Характерны брачные танцы, состоящие из ряда повторяющихся движений.
Пауки-скакунчики используют шёлковую нить в качестве стройматериала для жилища, в котором самка откладывает кладку и следит за ней, пока не появятся детёныши.
Термитофагия обнаружена у вида Microheros termitophagus, ассоциация с муравьями — у Phintella piatensis. Помимо насекомых, в рацион некоторых пауков-скакунчиков могут входить позвоночные, включая небольших лягушек и ящериц. Также перед прыжком иногда вытягивают передние конечности.

## Систематика
Семейство насчитывает более 600 описанных родов и более 6000 описанных видов (на 15 октября 2022 года 667 родов и 6455 видов), что делает его самым большим семейством пауков с 13 % всех видов отряда.
Традиционно это семейство делилось на два десятка подсемейств: Aelurillinae, Agoriinae, Amycinae, Ballinae, Dendryphantinae, Euophryinae, Hasariinae, Heliophaninae, Hisponinae, Lyssomaninae, Marpissinae, Myrmarachninae, Pelleninae, Plexippinae, Salticinae, Spartaeinae, Synagelinae и Synemosyninae. Но в 2015 году Мэддисон, проведя молекулярно-филогенетический анализ, пересмотрел разделение подсемейств, оставив только 7 из них, включая новые и пересмотренные в своих таксономических границах: Onomastinae, Asemoneinae, Lyssomaninae, Spartaeinae, Eupoinae, Hisponinae и Salticinae.

### Традиционная классификация (до 2015)
Подсемейства
- Aelurillinae
- Agoriinae
- Amycinae
- Ballinae
- Dendryphantinae
- Euophryinae — в том числе Maratus volans
- Hasariinae
- Heliophaninae
- Hisponinae
- Lyssomaninae
- Marpissinae — в том числе Clynotis severus
- Myrmarachninae
- Pelleninae
- Plexippinae — в том числе Yaginumaella bhutanica
- Salticinae — в том числе Corambis pantherae, Salticus scenicus, Maddisonia
- Spartaeinae
- Synagelinae
- Synemosyninae

### Классификация (2015)
По системе 2015 года канадского арахнолога Мэддисона признано только 7 подсемейств.
- Onomastinae Maddison, 2015 — 1 род, 12 видов
- Asemoneinae Maddison, 2015 — 4 рода, 38 видов (Hindumanes, оригинально помещённый здесь, был перенесён в Lyssomaninae[9])
- Lyssomaninae Blackwall, 1877 — 4 рода (включая Hindumanes), 90 видов
- Spartaeinae Wanless, 1984 — 29 родов в 3 трибах, 165 видов
- Eupoinae Maddison, 2015 — 3 рода, 34 вида
- Hisponinae Simon, 1901 — 9 родов, 53 вида
- Salticinae Blackwall, 1841 — около 540 родов в 27 трибах, 5379 видов

### Внешняя филогения
Монофилия семейства Salticidae хорошо установлена как с помощью филогенетического, так и морфологического анализа. Сестринской группой Salticidae является семейство Philodromidae. Синапоморфии двух семейств включают потерю цилиндрических концов паутинных желёз и потерю тапетумов в срединных и задних глазах.

### Внутренняя филогения
Отношения между базальными сальтицидами ещё полностью не выяснены; сводные кладограммы, опубликованные в 2014 и 2015 годах, показывают неясное ветвление для пяти основных подсемейств. Однако Hisponinae считается сестринской группой по отношению к подсемейству Salticinae, которое является наиболее продвинутым подсемейством

| Salticinae | \| \| Amycoida \| \| \| \| \| \| Salticoida \| \| \| \| |
|            | \| \| Amycoida \| \| \| \| \| \| Salticoida \| \| \| \| |
|            | Amycoida                                                |
|            |                                                         |
|            | Salticoida                                              |
|            |                                                         |

|  | Amycoida   |
|  |            |
|  | Salticoida |
|  |            |

| Salticinae | \| \| Amycoida \| \| \| \| \| \| Salticoida \| \| \| \| |
|            | \| \| Amycoida \| \| \| \| \| \| Salticoida \| \| \| \| |
|            | Amycoida                                                |
|            |                                                         |
|            | Salticoida                                              |
|            |                                                         |

|  | Amycoida   |
|  |            |
|  | Salticoida |
|  |            |

| Salticinae | \| \| Amycoida \| \| \| \| \| \| Salticoida \| \| \| \| |
|            | \| \| Amycoida \| \| \| \| \| \| Salticoida \| \| \| \| |
|            | Amycoida                                                |
|            |                                                         |
|            | Salticoida                                              |
|            |                                                         |

|  | Amycoida   |
|  |            |
|  | Salticoida |
|  |            |

| Salticinae | \| \| Amycoida \| \| \| \| \| \| Salticoida \| \| \| \| |
|            | \| \| Amycoida \| \| \| \| \| \| Salticoida \| \| \| \| |
|            | Amycoida                                                |
|            |                                                         |
|            | Salticoida                                              |
|            |                                                         |

|  | Amycoida   |
|  |            |
|  | Salticoida |
|  |            |